# 埃布罗河畔拉帕尔马
埃布羅河畔拉帕尔马（西班牙語：La Palma de Ebro）是西班牙加泰罗尼亚塔拉戈纳省的市镇。总面积38平方公里，总人口405人（2001年），人口密度11人/平方公里。